# Erosió espacial
L'erosió espacial és un terme genèric que s'utilitza per designar a diversos processos que actuen sobre un cos exposat a les condicions inhòspites del medi ambient a l'espai exterior. En els cossos espacials que no posseeixen atmosfera (inclosos la Lluna, Mercuri, els asteroides, estels, i algunes de les llunes d'altres planetes) poden presentar-se un nombre molt variat de processos d'erosió:
- col·lisions de raigs còsmics galàctics i raigs còsmics solars,
- irradiació, implantació, i sputtering de partícules del vent solar, i
- bombardeig per meteorits de diverses grandàries i micrometeorits.

L'erosió espacial és important perquè aquests processos poden afectar les propietats físiques i òptiques de les superfícies de molts cossos planetaris. Per tant, és summament útil comprendre els efectes de l'erosió espacial per així poder interpretar correctament la informació recollida en forma remota.

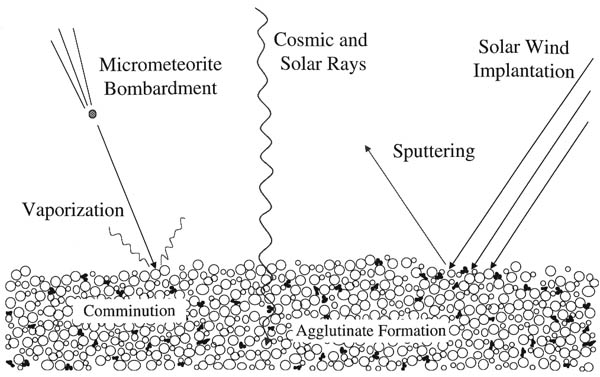
Una il·lustració dels diversos components de l'erosió espacial.

## Història
Gran part del coneixement sobre els processos d'erosió espacial és resultat de l'anàlisi de les mostres lunars recollides durant el programa Apollo, particularment els trossos de sòl lunar (o regolita). El flux constant de partícules d'alta energia i micrometeorits, juntament amb meteorits de majors dimensions, actuen comminuint, fonent, polvoritzant i vaporitzant els components del sòl lunar, com també entremesclant-lo i girant-lo.
Els primers productes de l'erosió espacial que van ser identificats van ser els aglutinats. Els aglutinats es creen quan micrometeorits fonen una petita quantitat de material, que incorpora fragments de vidre i minerals en un agregat fusionat tipus vidre que pot mesurar des d'uns pocs micròmetres a uns pocs mil·límetres. Els aglutinats són negres a simple vista, a causa de la presència de ferro nanofase. Els aglutinats són molt comuns en el sòl lunar, representant del 60 al 70% dels sòls madurs.

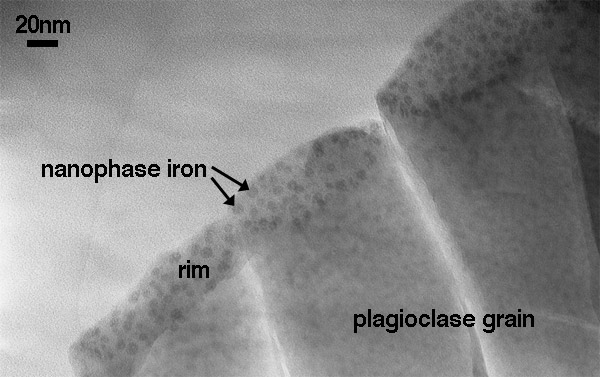
Imatge TEM del gra de sòl lunar 10084, que presenta erosió espacial.

L'erosió espacial també produeix productes correlacionats amb la superfície en grans individuals de sòl, tals com splashes de vidre; implantació d'hidrogen, heli i altres gasos rars; petjades partícules eyectadas en erupcions solars; i components acretats, inclosos ferro nanofase. No va ser sinó fins a la dècada de 1990 que es va poder disposar d'instruments i tècniques d'anàlisis apropiades que van permetre descobrir pàtines molt primes (60-200 nm), o vores, que es formen en grans de sòl lunar individuals com a resultat de la reposició de vapor provinent d'impactes de micrometeorits en el veïnatge i la redeposició de material polvoritzat de grans veïns. Aquests processos d'erosió tenen grans efectes en les propietats espectrals del sòl lunar, particularment en les longituds d'ona UV/Vis/NIR.